# Guadix
Guadix, là một đô thị trong tỉnh Granada, Tây Ban Nha. Dân số (2002) 20.042 người.